# جون فرنسيس هاكيت
جون فرنسيس هاكيت (بالإنجليزية: John Francis Hackett)‏ هو كاهن كاثوليكي أمريكي، ولد في 7 ديسمبر 1911 في نيو هيفن في الولايات المتحدة، وتوفي في 30 مايو 1990.